# Mimmo Turone
Mimmo Turone (Caltanissetta, 17 settembre 1957) è un pianista, organista, compositore e arrangiatore italiano.
Ha lavorato per produzioni discografiche e live con Claudio Lolli (nell'album omonimo del 1988), Paolo Conte, Miriam Makeba, Vinicio Capossela, Quenn Ann, Antonio Marangolo, Ellade Bandini, Tom Kirkpatrick, Jimmy Owens, Jimmy Villotti, Piero Odorici, Luca Carboni e altri.
Fra i tanti progetti in corso vi è la produzione del gruppo Brightside cui fanno parte il figlio Andrea Turone e il nipote Luca Turone.
Il Mimmo Turone Organ Trio è formato da Turone (organ Hammond c3), Sandro Gibellini (chitarra) e Alfred Kramer (batteria). L'Organ trio esegue cover di Larry Young, Uncle blues è il suo ultimo progetto blues, boogaloo e jazz.
Con il suo Jazz Piano trio esegue oltre a composizioni originali cover di Cole Porter, Duke Ellington e del più moderno Jazz modale.